# Континент (вестник)
Вестник „Континент“ е български национален всекидневник, излизал в София през периода 1992 – 1999 г.
Основан е като независимо издание от петима български журналисти: Андрей Георгиев, Бойко Пангелов, Володя Стратиев, Драгомир Драганов и Ненко Сейменлийски.
Първият брой на „Континент“ излиза на 13 април 1992 г. Първи главен редактор на Континент е Николай Никифоров. Издател на „Континент“ е акционерно дружество ИК „Мегапрес“.
Сред журналистите е Елин Рахнев.
За „Континент“ са писали Вера Мутафчиева, Дончо Цончев, Калин Донков, Станислав Стратиев, Стефан Цанев.